# Nationale Organisation Wasserstoff- und Brennstoffzellentechnologie
Die Nationale Organisation Wasserstoff- und Brennstoffzellentechnologie (NOW GmbH) ist eine Programmgesellschaft zur Forschungsförderung, die für das Bundesministerium für Verkehr (BMV), das Bundesministerium für Wirtschaft und Energie (BMWE) und das Bundesumweltministerium (BMU) Förderprogramme im Bereich klimafreundliche Mobilität und Energie koordiniert. Einzige Gesellschafterin ist die Bundesrepublik Deutschland, vertreten durch das Bundesministerium für Verkehr. Die NOW GmbH hat ihren Sitz in Berlin.

## Aufgaben
Die NOW koordiniert und steuert das Nationale Innovationsprogramm Wasserstoff- und Brennstoffzellentechnologie (NIP) der Bundesregierung und die Förderrichtlinien Elektromobilität sowie Ladeinfrastruktur (LIS) des BMDV. Im Auftrag des BMDV unterstützt die NOW außerdem bei der Weiterentwicklung der Mobilitäts- und Kraftstoffstrategie (MKS), der Umsetzung der EU-Richtlinie 2014/94/EU über den Aufbau von Infrastruktur für alternative Kraftstoffe (Clean Power for Transport, CPT). Konkret wirkt die NOW bei der Entwicklung einer Gesamtstrategie unter Berücksichtigung der einzelnen Kraftstoffoptionen mit, analysiert Positionen relevanter Akteure und koordiniert Vorhaben mit deutscher Beteiligung, u. a. im Rahmen der Transeuropäischen Verkehrsnetze (TEN-T). Im Auftrag des Bundesministeriums für Umwelt, Naturschutz, nukleare Sicherheit und Verbraucherschutz unterstützt die NOW GmbH die Exportinitiative Umweltschutz im Bereich Wasserstoff- und Brennstoffzellentechnologie, sowie zur deutsch-japanischen Kooperation im Bereich Power-to-Gas-Technologie.
Die vorrangigen Aufgaben der NOW bestehen darin, Projekte zu initiieren, Anträge zu evaluieren und Themen so zu bündeln, dass Synergieeffekte genutzt werden können. Darüber hinaus nimmt die NOW Querschnittsaufgaben wahr, wie den Aufbau internationaler Kooperationen, Aus- und Weiterbildung, Kommunikation an der Schnittstelle von Politik, Industrie und Wissenschaft sowie Öffentlichkeitsarbeit, um die allgemeine Wahrnehmung der Technologien und ihrer Perspektiven zu steigern.

## Entstehung

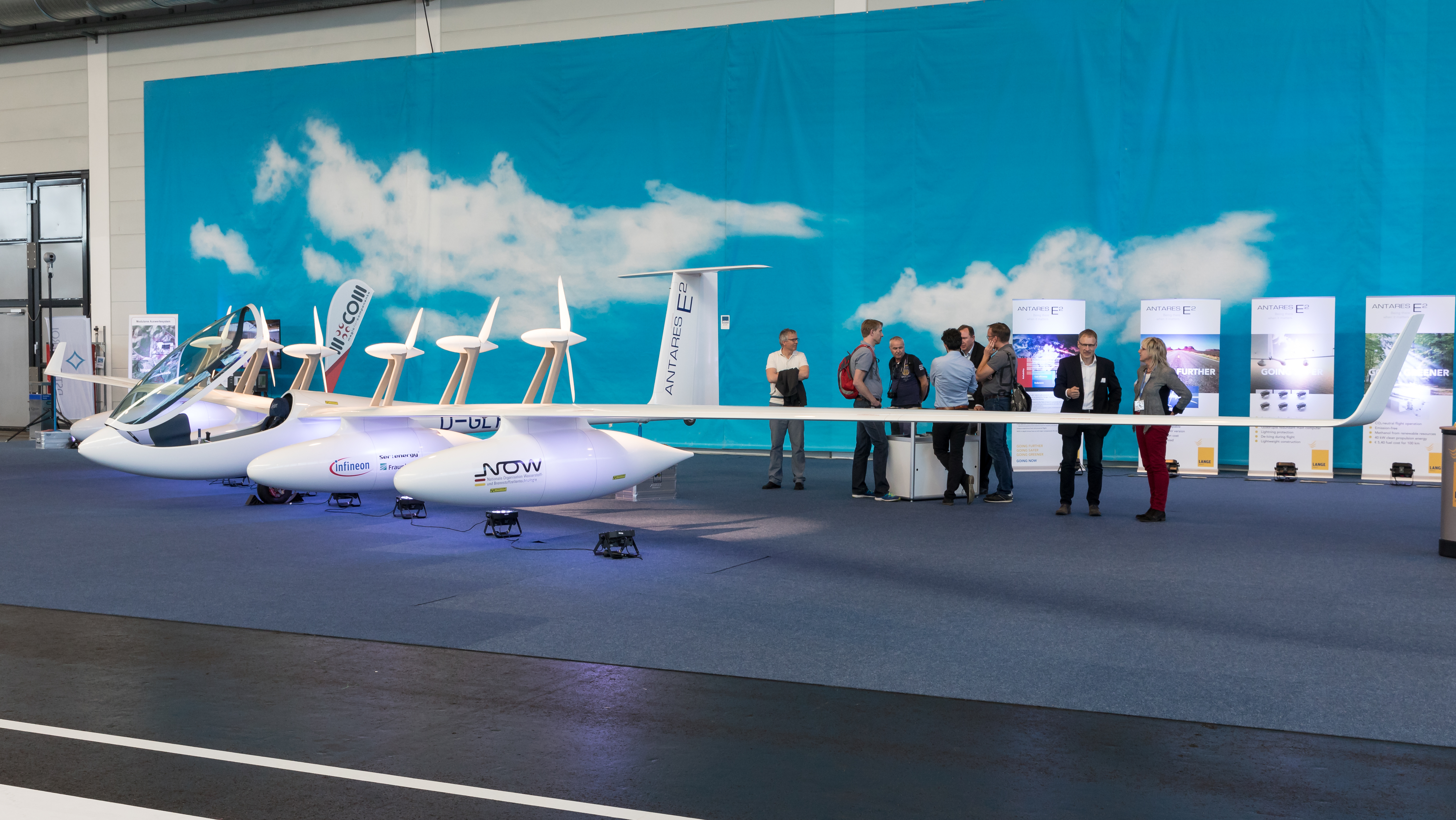
Von der NOW gefördertes Wasserstoff-getriebenes Forschungsflugzeug Antares E2 (2018)

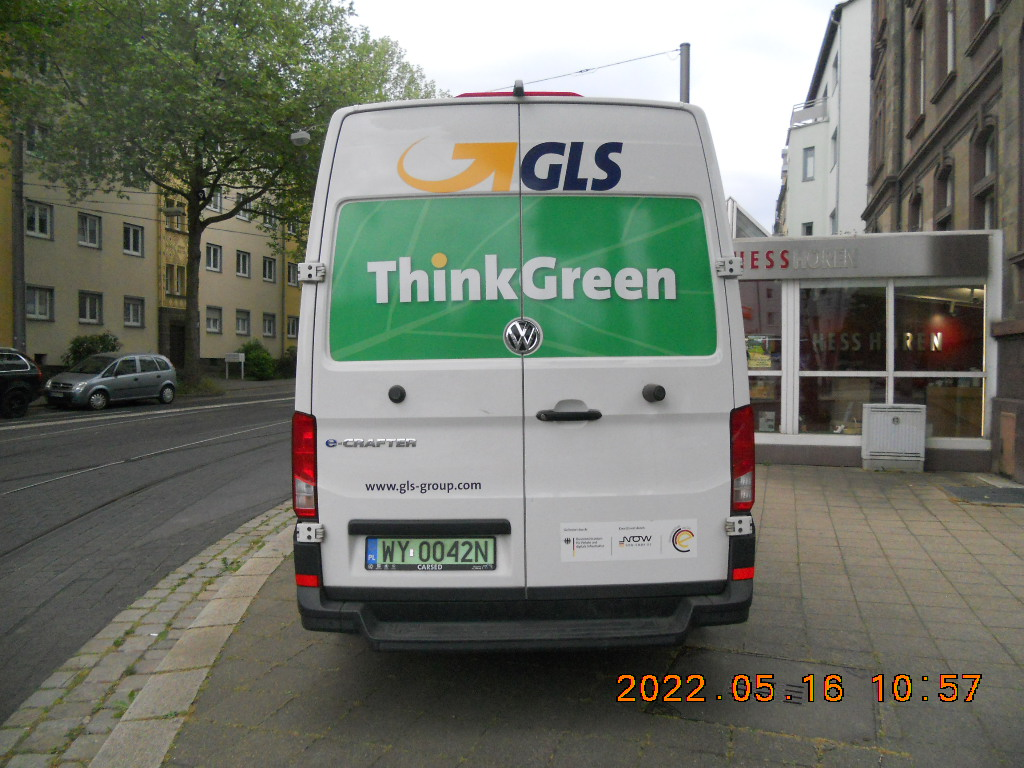
Im Rahmen des NOW-Programms von Deutschland geförderter VW e-Crafter des Paketdienstes GLS (2022)

Die NOW GmbH ist im Februar 2008 zur Bündelung von Projekten im Nationalen Innovationsprogramm Wasserstoff- und Brennstoffzellentechnologie (NIP) gegründet worden. Dieses Programm dient der Förderung des Aufbaus von Wasserstoffinfrastrukturen sowie der mobilen und stationären Anwendungen von Brennstoffzellen. Zur mobilen Anwendung werden z. B. im Rahmen der Clean Energy Partnership (CEP) Fahrzeugflotten vorbereitet und in Betrieb genommen. Die NOW GmbH übernimmt hierbei die inhaltliche Betreuung, während die Projektträger die wissenschaftlich-technischen und administrativen Aufgaben wahrnehmen.
Neben der ursprünglichen Fokussierung auf Wasserstoff und Brennstoffzelle ist die NOW seit Juni 2009 außerdem mit der Förderung batterieelektrischer Elektromobilität betraut: zunächst mit dem Förderprogramm Modellregionen Elektromobilität (2009–2014) und seit Juni 2015 mit der Neuauflage Elektromobilität vor Ort. Darüber hinaus koordiniert die NOW seit Februar 2017 die Förderrichtlinie Ladeinfrastruktur für Elektrofahrzeuge und ist seit Beginn des Jahres 2017 mit der Umsetzung der Mobilitäts- und Kraftstoffstrategie der Bundesregierung beauftragt. Seit August 2017 ist im Zuge der MKS zudem die Betreuung der Förderrichtlinie zu LNG als Schiffskraftstoff hinzugekommen.